# Première bataille de Fort Fisher
Guerre de Sécession
Batailles
- Rainbow Bluff
- Fort Branch
- 1re Fort Fisher

- 2e Fort Fisher
- Wilmington

La première bataille de Fort Fisher est un siège de la guerre de Sécession qui a eu lieu du 23 au 27 décembre 1864. Les forces de l'Union ont tenté de capturer le Fort Fisher qui protège Wilmington, le dernier grand port confédéré sur l'océan Atlantique.